# Tristan Lecomte
Tristan Lecomte, né en octobre 1973 à Reims, est le fondateur d'Alter Eco et de PUR Projet.

## Biographie
Né à Reims en 1973, d'un père militaire et d'une mère enseignante d'anglais, il est diplômé de HEC en 1996. Dans les mêmes années, en 1993, il crée l'association Solidarité France Népal, une association étudiante loi de 1901 à but humanitaire. 
Il fait ses débuts chez L'Oréal en Corée du Sud. En 1998, il fonde Alter Eco, une marque pionnière de commerce équitable et biologique, et réussit à la faire distribuer par Monoprix. Il dirige l'entreprise de 1998 à 2011,.
Dès 2007, il lance des projets via l’agroforesterie. Cette démarche le mène à fonder PUR Projet en 2008 ,,, entreprise qui développe des projets de régénération et de préservation des écosystèmes en partenariat avec les communautés locales, et accompagne les entreprises en utilisant l’approche de l’Insetting , qui consiste à compenser au sein même de sa chaîne de valeur tous les impacts de son activité liés au développement durable. Depuis fin 2013, il coordonne le développement de l’International Platform for Insetting (IPI) qui vise à aider au développement et à la certification des projets Insetting dans le monde entier. 
Pour l'édition 2014 des prix Pinocchio, l’ONG Les Amis de la Terre a nommé sa société PUR Projet dans la catégorie Greenwashing ,, remettant en cause l'un des projets opérés par l'entreprise sociale, portant sur la conservation forestière (REDD+) au Pérou. Cette nomination a donné lieu à un vif débat entre les 2 entités, opposant deux visions divergentes du développement durable. En 2016, grâce à l'effort de communautés locales et aux pouvoirs publics, ce projet de conservation est classé par l'UNESCO au sein d'une zone plus large comme "Réserve de Biosphère" .
Il est membre du conseil d'administration de la Fondation Chirac pour la paix et président de l’Association Fermes d’Avenir.

## Distinctions
- En 2008, il est nommé Young Global Leader au Forum économique mondial de Davos [10]
- En 2009, il est nommé Fellow Ashoka[11]
- En 2010, il est désigné comme « l'une des 100 personnes les plus influentes » par le magazine américain Time[12],[13].
- En 2013, il est nommé l'un des 24 entrepreneurs sociaux de l'année par la Fondation Schwab